# Alkalmazkodás a globális felmelegedéshez
A globális felmelegedéshez való alkalmazkodás alatt azon tevékenységek összességét értjük, amelyek célja az emberi társadalomnak a globális felmelegedés következtében megváltozó természeti környezethez való hozzáigazítása. Az elsődleges cél az, hogy a globális felmelegedés a lehető legkevesebb ember halálát, illetve a lehető legkisebb anyagi kárt okozza.
A globális felmelegedéshez való alkalmazkodás a felmelegedés ellenében tett lépések egyik fő csoportja. A lépések másik fő csoportja, a globális felmelegedés mérséklése az üvegházhatású gázok kibocsátásának csökkentésére irányul.
A légkörbe juttatott üvegházhatású gázok mennyisége már olyan nagy, hogy a légkör bizonyos mértékű felmelegedése már elkerülhetetlen, még akkor is, ha a világ országai hirtelen erőteljesen visszafogják az üvegházhatású gázok kibocsátását. Az Éghajlatváltozási Kormányközi Testület szerint 2100-ig a legjobb esetben is 1,1–2,9 °C-kal emelkedik majd a Föld átlaghőmérséklete.

## Veszélyek
A globális felmelegedés miatt az alábbi veszélyekhez kell a világnak alkalmazkodni:
- Vízhiány korábban vízben gazdag területeken
- Az állat- és növényfajok fokozódó mértékű kipusztulása
- Növekvő éhínség-veszély
- Tengerszint-emelkedés
- Fertőző betegségek szélesebb elterjedése
- Erősebb és hosszabb forróságok

## Mit tesznek az államok az alkalmazkodásért?
Az Európai Bizottság 2007-ben kiadott egy zöld könyvet az éghajlatváltozáshoz való alkalmazkodásról, amelyben az EU-s fellépés szükségességét és lehetőségeit vizsgálja.

## Lásd még
- Kiotói jegyzőkönyv